# Bironico
Bironico (in dialetto ticinese Birònic) è una frazione di 625 abitanti del comune svizzero di Monteceneri, nel Canton Ticino (distretto di Lugano).

## Storia

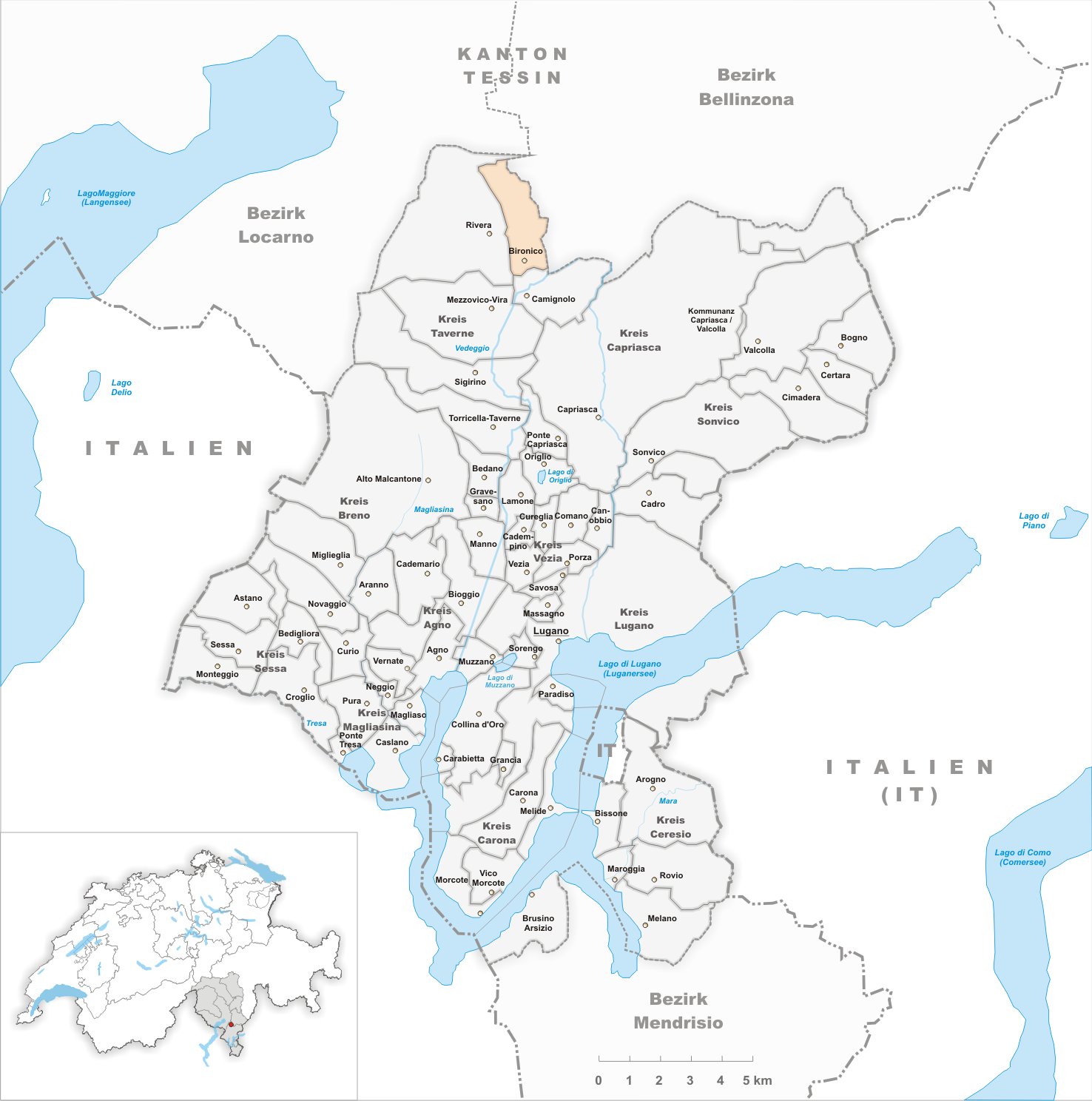
Il territorio del comune di Bironico prima degli accorpamenti comunali del 2010

Già comune autonomo che si estendeva per 4,2 km², il 21 novembre 2010 è stato accorpato agli altri comuni soppressi di Camignolo, Medeglia, Rivera e Sigirino per formare il comune di Monteceneri, del quale Bironico è capoluogo.

## Monumenti e luoghi d'interesse
- Chiesa prepositurale dei Santi Giovanni Evangelista e Martino di Tours, attestata dal 1267[1];
- Chiesa di Santa Maria del Rosario[2], edificio d'inizio Seicento[2] situato in località Prato Quadro[senza fonte];
- Oratorio di San Pietro in località Briccola,[2] attestato dal XV secolo[senza fonte], le cui sembianze attuali risalgono al 1653[2];
- Ruderi del castello[1] di Santa Sofia, costruito dai Longobardi[senza fonte];
- Casa dei Balivi, palazzo del 1576 parzialmente ricostruito nel 1966.[2]

## Società

### Evoluzione demografica
L'evoluzione demografica è riportata nella seguente tabella:
Abitanti censiti

## Infrastrutture e trasporti

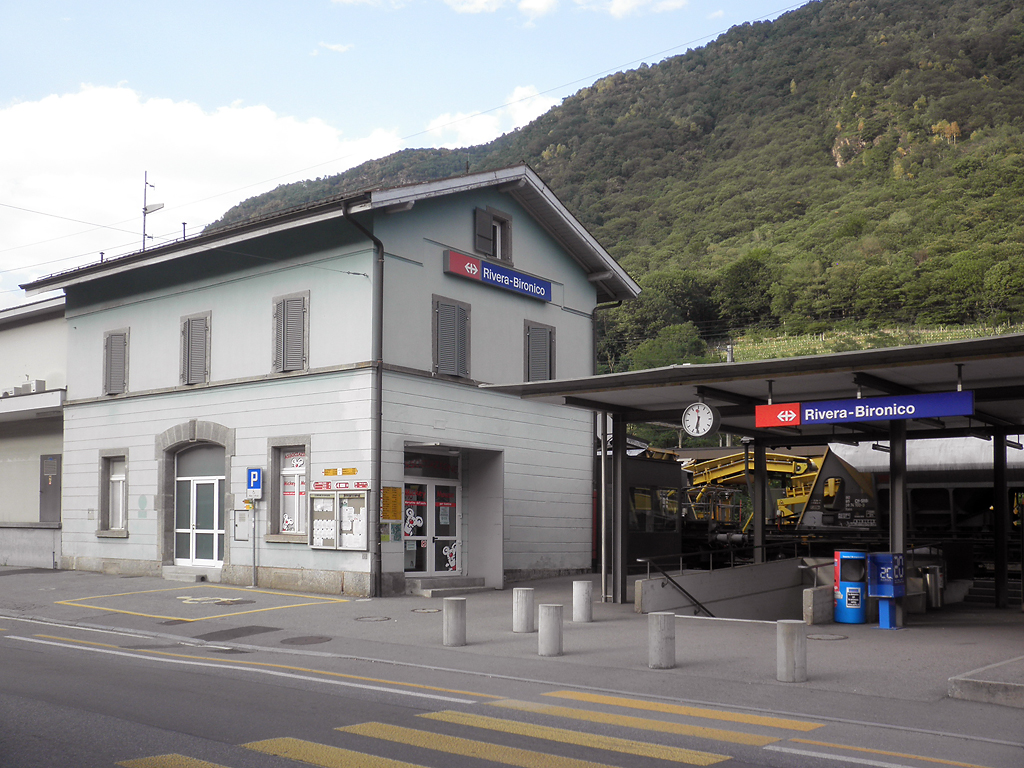
La stazione di Rivera-Bironico

Il paese è servito dalla stazione di Rivera-Bironico della ferrovia del Gottardo.

## Amministrazione
Ogni famiglia originaria del luogo fa parte del cosiddetto comune patriziale e ha la responsabilità della manutenzione di ogni bene ricadente all'interno dei confini della frazione. L'ufficio patriziale, rieletto il 26 aprile 2009, è presieduto da Nicola Versi.